# Kup maršala Tita 1954.
Kup maršala Tita 1954., također poznat kao Kup Jugoslavije u nogometu 1954., bila je osma sezona Kupa Jugoslavije u nogometu nakon Drugog svjetskog rata.

U kvalifikacijama koje su provodili republički savezi sudjelovalo je 1383 ekipe; 16 ekipa je  došlo do stvarnog kupa (pod upravom FSJ), koji se igrao od 22. kolovoza do 29. studenoga 1954.
Trofej je osvojio Partizan koji je u finalu svladao Crvenu zvezdu. Crno-bijelima je to bio treći naslov u ovom natjecanju.

## Turnir
Kup utakmice po republikama započinjale su u proljeće i igrane su do 15. kolovoza 1954. U posljednja dva kola uvodnog dijela sudjelovali su i klubovi saveznih liga.

Već u osmini finala završnog dijela bilo je dosta iznenađenja. Velež je eliminirao prošlogodišnjeg pobjednika BSK, Crvena zvezda je u Zagrebu pobijedila Dinamo, a Partizan Vojvodinu u Novom Sadu. U polufinale su se još plasirali: Odred (preko jedanaesteraca), Hajduk, Spartak, Split (također boljim izvođenjem jedanaesteraca) i Mačva. Tako su se među osam najboljih klubova našla po četiri prvoligaša i drugoligaša.

Četvrtfinalne borbe završavaju velikim pobjedama favorita. Crvena zvezda je porazila Velež s čak 9:0.

U polufinalu je Crvena zvezda teškom mukom pobijedila Spartak 1:0, dok je Partizan u Splitu lako svladao Hajduk 4:0.

I u trećem međusobnom finalu Partizan pobjeđuje "vječitog rivala", opet je pobjeda bila visoka, i to već u prvom poluvremenu.

## Sudionici
U kupu je sudjelovalo 1383 ekipe. Glavne ekipe ušle su u 1/32 završnicu koju su još uvijek vodili republički savezi. Splitski Hajduk svladao je prvo kolo par forfe, a zatim eliminirao osječki Proleter (2:0). Partizan je eliminirao pančevački Dinamo (7:2) i beogradski Hajduk (17:0). Crvena zvezda eliminirala je BASK Beograd (6:2 prod) i Kosovo Prištinu (12:1). Maksimir je u 1. kolu dobio momčad Rade Končar II 6:0, a u drugom kolu je izgubio 1:3 od Jedinstva.
Samo 16 ekipa sudjeluje u završnom dijelu pod vodstvom FSJ. To su bili sljedeći klubovi:
| rang    | Slovenija         | Hrvatska                       | Bosna i Hercegovina | Srbija                         | Srbija                                                      | Srbija | Crna Gora        | Makedonija           |
| rang    | Slovenija         | Hrvatska                       | Bosna i Hercegovina | Vojvodina                      | Središnja Srbija                                            | Kosovo | Crna Gora        | Makedonija           |
| ------- | ----------------- | ------------------------------ | ------------------- | ------------------------------ | ----------------------------------------------------------- | ------ | ---------------- | -------------------- |
| 1. rang |                   | - Dinamo Zagreb - Hajduk Split |                     | - Spartak Subotica - Vojvodina | - BSK Beograd - Crvena zvezda - Partizan - Radnički Beograd |        |                  |                      |
| 2. rang | - Odred Ljubljana |                                | - Velež Mostar      |                                | - Mačva Šabac                                               |        | - Lovćen Cetinje | - Rabotnički Skoplje |
| 3. rang |                   | - Rijeka - Split               |                     |                                | - Radnički Niš                                              |        |                  |                      |

## Osmina završnice
Utakmice odigrane 22. kolovoza 1954. godine
| Domaći sastav        |   | Gostujući sastav        | Rezultat               |
| -------------------- | - | ----------------------- | ---------------------- |
| Radnički (Niš)       | – | Odred (Ljubljana)       | 1:1 (prod.) (4:5 pen.) |
| Hajduk (Split)       | – | Rabotnički (Skoplje)    | 7:0                    |
| Vojvodina (Novi Sad) | – | Partizan (Beograd)      | 2:4                    |
| NK Split (Split)     | – | Radnički (Beograd)      | 0:0 (prod.) (4:2 pen.) |
| Lovćen (Cetinje)     | – | Spartak (Subotica)      | 0:4                    |
| Mačva (Šabac)        | – | NK Rijeka (Rijeka)      | 4:0                    |
| Dinamo (Zagreb)      | – | Crvena zvezda (Beograd) | 2:3                    |
| Velež (Mostar)       | – | BSK (Beograd)           | 3:2                    |

## Četvrtzavršnica
Utakmice odigrane 10. listopada 1954. godine.
| Domaći sastav           |   | Gostujući sastav | Rezultat |
| ----------------------- | - | ---------------- | -------- |
| Odred (Ljubljana)       | – | Hajduk (Split)   | 1:5      |
| Partizan (Beograd)      | – | NK Split (Split) | 7:2      |
| Spartak (Subotica)      | – | Mačva (Šabac)    | 5:0      |
| Crvena zvezda (Beograd) | – | Velež (Mostar)   | 9:0      |

## Poluzavršnica
Utakmice odigrane 7. studenog 1954. godine.
| Domaći sastav      |   | Gostujući sastav        | Rezultat |
| ------------------ | - | ----------------------- | -------- |
| Hajduk (Split)     | – | Partizan (Beograd)      | 0:4      |
| Spartak (Subotica) | – | Crvena zvezda (Beograd) | 0:1      |

## Završnica

### Susret
| 29. studenoga 1954.                  |             |               |                                                                         |
| Partizan                             | 4:1         | Crvena zvezda | Stadion JNA, Beograd Broj gledatelja: 40.000 Sudac: Ž. Vlajić (Beograd) |
| Valok 4' 49' Mihajlović 7' Bobek 20' | (izvještaj) | 65' Živanović | Stadion JNA, Beograd Broj gledatelja: 40.000 Sudac: Ž. Vlajić (Beograd) |

| PARTIZAN:   |  |                     |  |
|             |  |                     |  |
| G           |  | Slavko Stojanović   |  |
|             |  | Bruno Belin         |  |
|             |  | Čedomir Lazarević   |  |
|             |  | Zlatko Čajkovski    |  |
|             |  | Miodrag Jovanović   |  |
|             |  | Ranko Borozan       |  |
|             |  | Prvoslav Mihajlović |  |
|             |  | Stanoje Jocić       |  |
|             |  | Marko Valok         |  |
|             |  | Stjepan Bobek       |  |
|             |  | Branko Zebec        |  |
| Trener:     |  |                     |  |
| Illés Spitz |  |                     |  |

| CRVENA ZVEZDA: |  |                  |  |
|                |  |                  |  |
| G              |  | Nikola Prvulović |  |
|                |  | Branko Stanković |  |
|                |  | Miljan Zeković   |  |
|                |  | Vladica Popović  |  |
|                |  | Ljuba Spajić     |  |
|                |  | Jovan Cokić      |  |
|                |  | Antun Rudinski   |  |
|                |  | Ivan Toplak      |  |
|                |  | Todor Živanović  |  |
|                |  | Predrag Đajić    |  |
|                |  | Bora Kostić      |  |
| Trener:        |  |                  |  |
| Milovan Ćirić  |  |                  |  |

## Poveznice
- Prva savezna liga 1954./55.
- Druga savezna liga 1954./55.
- 3. ligaški rang 1954./55.
- 4. ligaški rang 1954./55.

## Vanjske poveznice
- RSSSF
- Jugoslavija - Detalji finala Kupa 1947.-2001
- exyufudbal.in.rs
- lavkup.com